# Gennai Hiraga

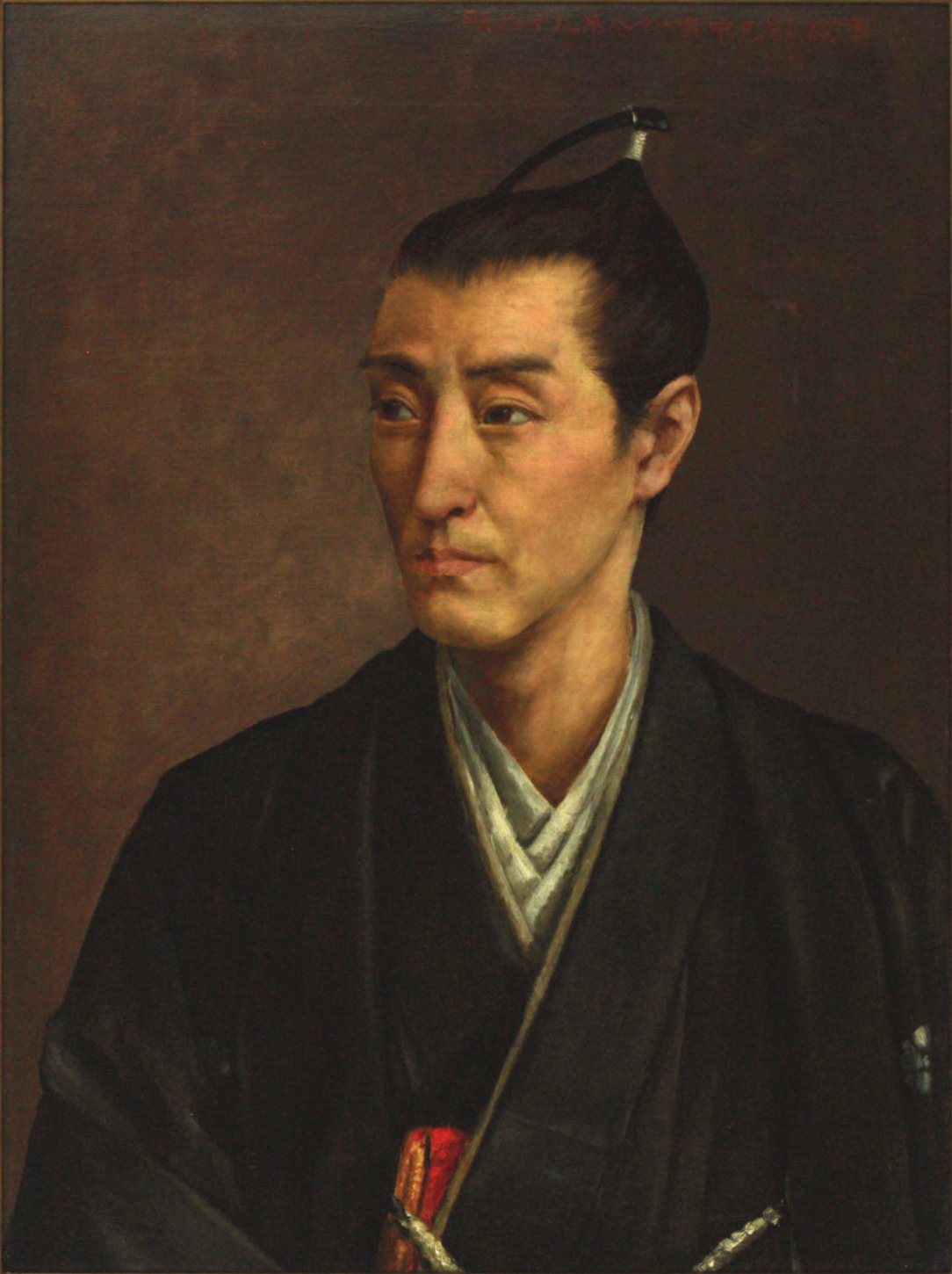
Seijūrō Nakamaru (1840-1895), portret Gennaia Hiragi (1886)

Gennai Hiraga (jap. 平賀 源内 Hiraga Gennai; ur. 1728, zm. 1779), znany także jako Kunitomo (国倫), Fūrai Sanjin (風来山人), Tenjiku rōnin (天竺浪人) i Fukuchi Kigai (福内鬼外) – japoński uczony epoki Edo.

## Życiorys
Pochodził z prowincji Sanuki (ob. prefektura Kagawa), z drobnej rodziny samurajskiej. Przez całe życie zmagał się z biedą, w związku z czym imał się rozmaitych zajęć, był m.in. wędrownym aktorem, tłumaczem, pracownikiem administracji hanu Takamatsu i autorem sztuk dla teatru lalek. Miał wszechstronne zainteresowania, interesował się m.in. filozofią, medycyną, zielarstwem, botaniką. Pasjonowały go także osiągnięcia nauki europejskiej. Nauczył się języka holenderskiego, a poznane zdobycze techniki zachodniej próbował wdrażać w dziedzinach takich jak ceramika, tkactwo, malarstwo, górnictwo. Eksperymentował z elektrycznością i pomiarami temperatury. Pisał również sztuki jōruri i jest autorem m.in. humorystycznych, komicznych form prozy zwanych kokkeibon pt.: Nenashi-gusa (Rzęsa [wodna] 1763–1769) i Fūryū Shidōkenden (Biografia modnego Shidōkena, 1763).
Jego pasje spotkały się z powszechnym niezrozumieniem i pewnego dnia w napadzie szału zabił jednego ze swoich uczniów, za co został aresztowany i stracony.